# 63歳の自画像
『63歳の自画像』（63さいのじがぞう、蘭: Zelfportret op 63-jarige leeftijd, 英: Self Portrait at the Age of 63）は、オランダ黄金時代の巨匠レンブラント・ファン・レインが1669年に制作した自画像である。油彩。レンブラントは40年のキャリアを通じ、同時代のどの画家よりも多い、素描、エッチング、絵画を含む約80点の自画像を制作した。本作品はレンブラントが1669年に死去する数か月前に描いた3枚の自画像のうちの1つである。現在はロンドンのナショナル・ギャラリーに所蔵されている。同年に制作した他の2枚の自画像はそれぞれデン・ハーグのマウリッツハイス美術館、フィレンツェのウフィツィ美術館に所蔵されている。

## 作品
レンブラントは毛皮の襟を備えた深紅のコートを着て、頭にベレー帽手を被っている。顔は正面を見つめ、両手を身体の前で握り締めている。ベレー帽の下からは白髪がのぞき、左から落ちる光はレンブラントの額を照らしている。またレンブラントの眼差しは神秘的であり、様々に解釈された。瞳を暗く湿っていると感じ、晩年の疲労感や諦め、あるいは実存的な不安が表れていると解釈されることもあれば、逆に自信に満ちているとも見なされた。
レンブラントは様々な目的で自画像を制作した。初期の自画像は多様な表情やポーズの描写の練習のため、あるいは照明効果を試すために制作した。画家としての自身のイメージを高めるためにも制作した。また画家の肖像を求める一部の裕福なパトロンの要望に応えるために制作することもあった。実際にイングランド国王チャールズ1世は、レンブラントを含むいくつかの自画像を所有していたことが知られている。しかし本作品においては、レンブラントの制作意図はそれほど明確ではなく、X線撮影を用いた科学的調査によって制作途中で構図を変更したことが明らかにされている。レンブラントは当初の予定では自身を画家として描くつもりであったらしく、絵筆のような棒状のものを持った姿で描いていた。おそらくこの変更は鑑賞者の注意を顔の細部から逸らせないためと考えられる。対照的に深紅のコートや毛皮の襟の質感は大雑把であり、重ねられた両手はぼやけて不明瞭である。またレンブラントは顔を強調するために光の効果を使用しており、左上からの照明を額と鼻先で跳ね返らせている。加えて三次元的に表現するかのように絵具を分厚く重ね、集中的に描いている。背景はこれとは対照的であり、薄い絵具によって暗い陰影を描いている。

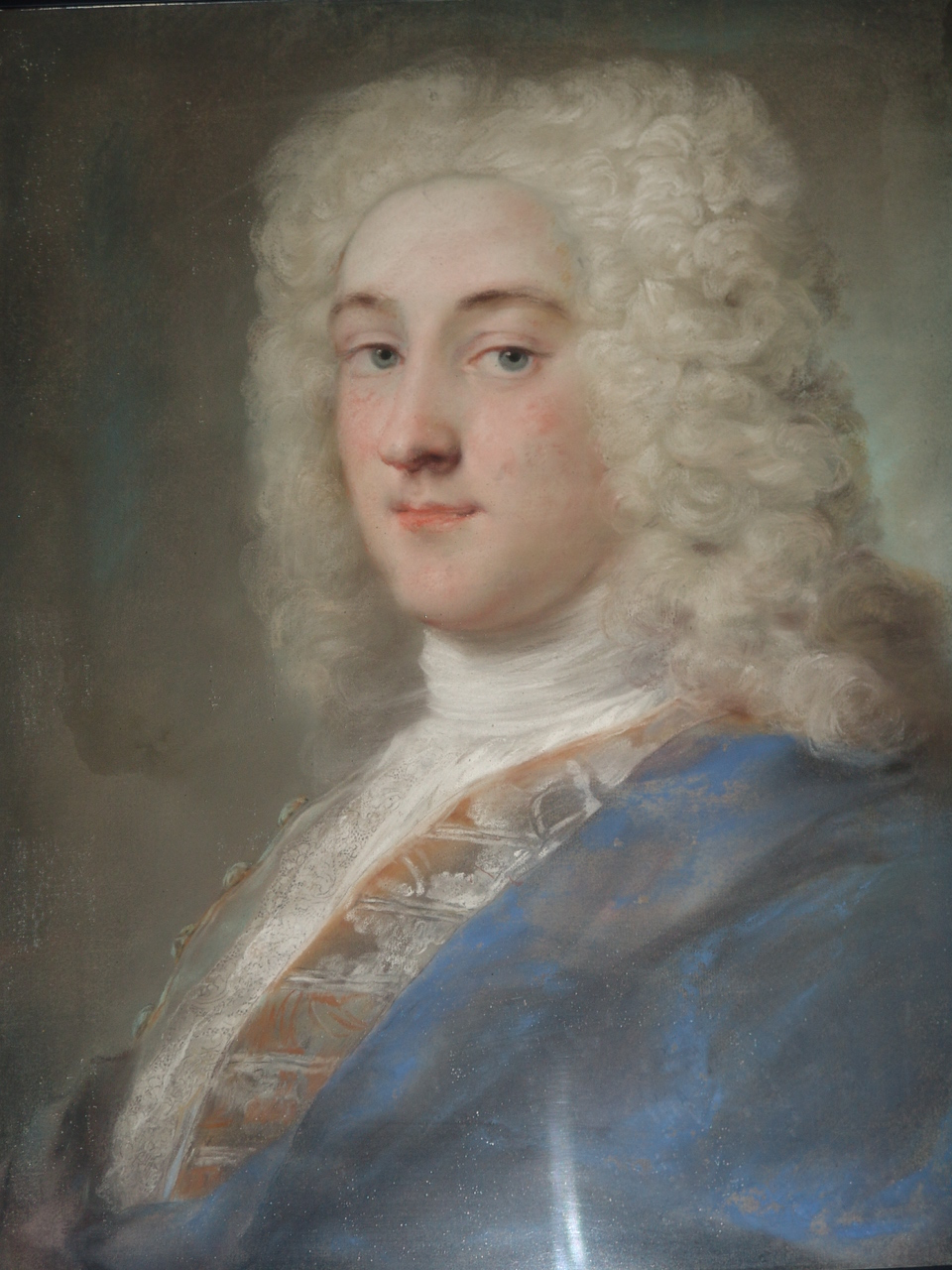
自画像を所有した第2代ミドルトン子爵アラン・ブロドリック。

レンブラントは目の下のたるみや額の染みなど、自身の老いた顔の質感や色彩を熱心に描いており、後世の作家や芸術家の多くはこれを、接近する死を受け入れたレンブラントの、激しく、ひるむことのない正直さであると解釈した。しかしレンブラントの動機はおそらくもっと単純で、人間の肌の質感や欠点、繊細さを描くことへの挑戦に駆り立てられていたことが原因であり、本作品の眼差しはそうした画家のものであると思われる。
顔料の分析はレンブラントが、赤、黄土色、カーマイン、マダーレーキ、鉛白で構成された限られた色幅を使用したことを明らかにした。
おそらく画面は全体的に切り詰められている。かつて画面左下にレンブラントの署名と日付が描き込まれていたが、現在は署名の「t」の文字と日付しか残っておらず、画面の左側は少なくとも7センチほど切断されている。また右側は4センチ、上下は5センチから10センチほど切断されていると見られている。

## 来歴
自画像の来歴は不明である。確実にさかのぼることができる最初の所有者はロンドンのウィリアム・ヴァン・ハルス（William van Huls）であり、1722年8月6日に彼の邸宅での不動産売却で売却された。購入者はアイルランドおよびイギリスの政治家トーマス・ブロドリックであり、これ以降、自画像はしばらくサリー州ペパー・ハローに留まることになる。1730年にトーマス・ブロドリックが死去すると、自画像は甥である第2代ミドルトン子爵アラン・ブロドリックに相続された。その後、自画像はミドルトン子爵家に相続されたが、1851年に第5代ミドルトン子爵ジョージ・ブロドリックが死去すると、絵画はオークションにかけられ、ナショナル・ギャラリーによって購入された。

## ギャラリー

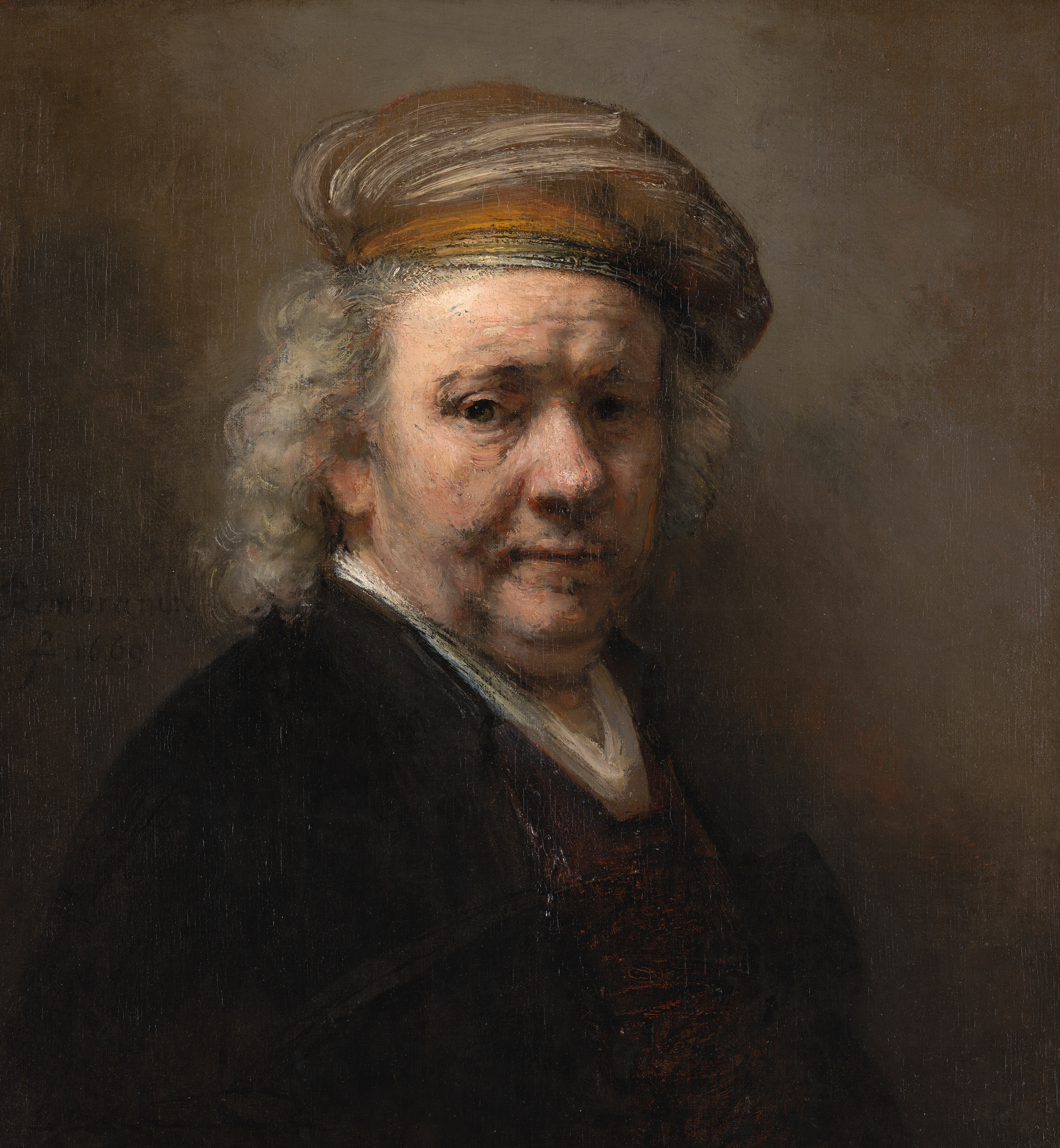
『自画像』1669年 マウリッツハイス美術館所蔵
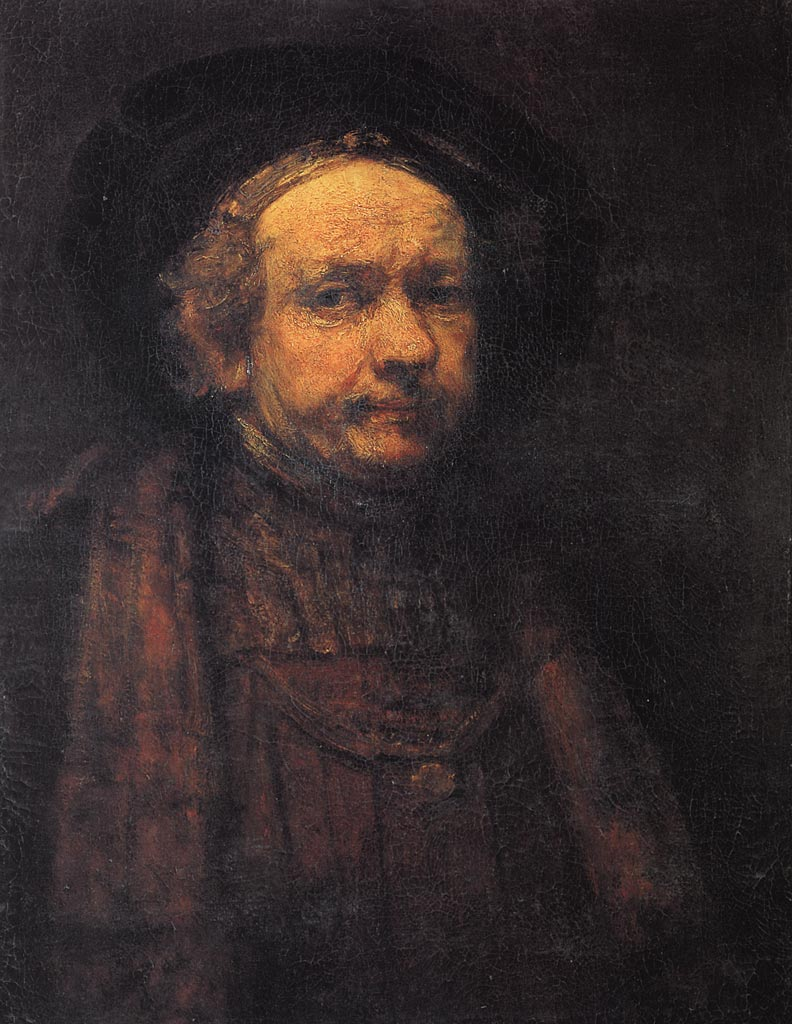
『自画像』1669年 ウフィツィ美術館所蔵